# Llista de disciplines científiques
Hi ha hagut diversos intents per catalogar les diverses ciències.
Auguste Comte (1798-1857) feu una distinció entre les ciències teòriques (matemàtiques, astronomia, física, química, biologia i sociologia) i les ciències aplicades.
L'epistemòleg alemany Rudolf Carnap (1891-1970) proposà una altra organització la qual es presenta ací amb modificacions. Una altra divisió rellevant és la que indica la llista de disciplines de la Nomenclatura de la UNESCO.
En els últims decennis, el filòsof de la ciència Mario Bunge ha fet aportacions importants sobre aquests assumptes.

## Ciències pures
Les ciències pures o formals, a primera vista sense aplicació immediata i concreta, es basen en la deducció:
- Lògica
  - Àlgebra proposicional
  - Àlgebra de Boole
  - Lògica borrosa
- Matemàtiques
  - Àlgebra
    - Àlgebra proposicional
    - Teoria de conjunts
      - Grups de Lie
      - Teoria de Galois

    - Teoria de mòduls
    - Teoria d'anells
    - Espai vectorial
    - Teoria d'àlgebres
      - Àlgebres de Lie

    - Teoria de cossos

  - Anàlisi matemàtica
    - Equació diferencial ordinària
    - Equació diferencial en derivades parcials
    - Teoria de la mesura
    - Integral de Lebesgue
    - Integral de Riemann

  - Geometria
    - Espai mètric
      - Geometria euclidiana

    - Geometria diferencial

  - Teoria de grafs
  - Teoria de nombres
  - Topologia

## Ciències naturals
Les ciències naturals són les interessades en l'estudi de la natura i apliquen el mètode científic:
- Astronomia
  - Astrofísica
  - Astrometria
  - Cosmologia
  - Astronomia galàctica
  - Astronomia extragalàctica
  - Formació i evolució estel·lar
  - Mecànica celeste
  - Planetologia

- Biologia
  - Agronomia
  - Anatomia
  - Antropologia
  - Astrobiologia
  - Biologia de sistemes
  - Bioquímica
  - Bioinformàtica
  - Biofísica
  - Botànica
  - Biologia cel·lular
  - Biomatemàtiques
  - Cladística
  - Criobiologia
  - Biologia del desenvolupament
  - Ecologia
  - Entomologia
  - Epidemiologia
  - Evolutició (Biologia de l'Evolució)
  - Biologia evolutiva del desenvolupament
  - Biologia d'aigua dolça
  - Genètica (Genètica de les poblacions, Genòmica, Proteòmica, Metabolòmica)
  - Histologia
  - Immunologia
  - Biologia marina
  - Microbiologia
  - Biologia molecular
  - Morfologia
  - Neurociència
  - Oncologia (estudi del càncer)
  - Ontogènesi
  - Paleontologia
  - Patologia
  - Ficologia (Algologia)
  - Filogènia
  - Fisiologia
  - Biologia estructural
  - Taxonomia
  - Toxicologia
  - Virologia
  - Zoologia

- Ciències de la Terra
  - Geoquímica
  - Geologia
  - Geofísica
  - Meteorologia
  - Oceanografia
  - Sismologia

- Física
  - Acústica
  - Astrofísica
  - Cosmologia
  - Biofísica
  - Criogènesi
  - Cromodinàmica quàntica
  - Electrònica
    - Electrònica analògica
    - Electrònica digital
    - Microelectrònica
    - Optoelectrònica

  - Electromagnetisme
  - Mecànica
    - Cinemàtica
    - Dinàmica
    - Relativitat restringida
    - Relativitat general

  - Mecànica de fluids
    - Dinàmica de fluids

  - Mecànica dels medis continus
  - Òptica
  - Física atòmica i molecular
  - Física-informàtica
  - Física de la matèria condensada
  - Física dels materials
  - Física matemàtica
  - Física dels plasmes
  - Física dels polímers
  - Física quàntica
  - Física subatòmica
    - Física nuclear
    - Física de partícules (o Física d'altes energies)

  - Física teòrica
    - Teoria de camps
    - Teoria electrofeble
    - Teoria de supercordes

  - Termodinàmica

- Química
  - Química analítica
  - Bioquímica
  - Química informàtica
  - Electroquímica
  - Química inorgànica
  - Química dels materials
  - Química orgànica
  - Química física
  - Química quàntica
  - Espectroscòpia
  - Estereoquímica
  - Termoquímica

## Ciències socials
Les ciències socials o humanes són les que es poden classificar com a ciències encara que no es basen en el mètode científic clàssic, tot i esforçar-se a aproximar-s'hi el màxim possible, amb mètodes prou similars:
- Ciències polítiques
- Economia
- Educació
- Etnometodologia
- Geografia
  - Geografia Física
    - Climatologia
    - Geomorfologia
    - Biogeografia
    - Geografia dels sòls

  - Geografia Humana
    - Geografia Urbana
    - Geografia Rural
    - Geografia Social
    - Geografia Política
    - Geografia Econòmica

  - Geografia Regional
    - Ordenació del Territori
- Història
- Lingüística
- Musicologia
- Psicologia
- Sociologia

## Ciències aplicades i tecnologies
Les ciències aplicades es caracteritzen per la seva aplicació pràctica. Seguint Mario Bunge, també s'hi inclouen les disciplines pertanyents a la tecnologia. Normalment, apliquen els coneixements adquirits per les ciències naturals:
- Arquitectura

- Ciències cognitives
  - Neurociència cognitiva
  - Neuropsicologia
  - Psicolingüística
  - Psicologia cognitiva

- Ciència de materials
  - Corrosió
  - Metal·lúrgia

- Ciències del comportament
  - Ciències de les decisions
    - Ciència de la gestió
    - Investigació d'operacions
    - Neurociència social
    - Psicobiologia
    - Psicologia del comportament
    - Teoria de l'organització cognitiva

  - Ciències de la comunicació
    - Antropologia
      - Antropologia física
      - Arqueologia
      - Etnologia
      - Lingüística antropològica

    - Ciència de l'organització
    - Comportament organitzacional
    - Xarxes socials

- Ciències de la informació
  - Biblioteconomia
  - Cibernètica
  - Documentació
  - Informàtica
  - Teoria de sistemes

- Ciències de la salut
  - Ciències de laboratori clínic
    - Bioquímica clínica
    - Citogenètica clínica
    - Citohematologia clínica
    - Genètica Molecular clínica
    - Hemostasiologia clínica
    - Immunologia clínica
    - Microbiologia clínica
    - Parasitologia clínica

  - Farmàcia
    - Biofarmàcia
    - Farmàcia comunitària
    - Farmàcia Galènica
    - Farmàcia hospitalària
    - Farmacodinàmia
    - Farmacognòsia
    - Farmacologia
    - Química Farmacèutica

  - Fisioteràpia
  - Medicina
  - Odontologia
  - Veterinària

- Enginyeria
  - Agronomia
  - Enginyeria agrícola
  - Enginyeria biomèdica
  - Enginyeria civil
  - Enginyeria elèctrica
  - Enginyeria informàtica
  - Enginyeria mecànica
  - Enginyeria militar
  - Enginyeria química

- Matemàtiques aplicades
  - Algorísmica
  - Anàlisi numèrica
  - Bioinformàtica
  - Biologia matemàtica
  - Combinatòria
  - Criptografia
  - Estadística
  - Investigació d'operacions
  - Matemàtiques financeres
  - Modelització contínua
  - Optimització
  - Probabilitat
  - Programació lineal
  - Teoria de jocs
  - Teoria de la informació

- Metrologia